# Flight International
Flight International ist ein englischsprachiges, monatlich erscheinendes Magazin, das sich mit Luftfahrt befasst und weltweit vertrieben wird.

## Geschichte
Die im britischen Verlag Reed Business Information erscheinende Zeitschrift wurde 1909 unter dem Namen Flight. A Journal devoted to the Interests, Practice, and Progress of Aerial Locomotion and Transport gegründet. Sie ist die älteste durchgehend publizierte Zeitschrift zum Thema Luftfahrt. Journalisten und Korrespondenten berichten über Flugzeughersteller und -betreiber, Lufttransport, Geschäftsreiseflugzeuge sowie allgemein über die zivile Luftfahrt, die militärische Luftfahrt und die Raumfahrt. Die Zeitschrift enthält Tests neuer Flugzeuge, Berichte über deren Betriebsverhalten, Fotos und Aufrisszeichnungen sowie Berichte aus der Luft- und Raumfahrttechnik.